# Kallinge
Kallinge ist eine Ortschaft (tätort) in der schwedischen Provinz Blekinge. Sie liegt in der Kommune Ronneby nördlich der Stadt Ronneby an der E22. Kallinge besteht seit seinen Anfängen aus zwei Dörfern, Häggatorp im Westen und Kalleberga im Osten. Der Ort wurde in der zweiten Hälfte des 19. Jahrhunderts gegründet.
In dem Ort befindet sich der Flughafen Ronneby, an dem auch ein Luftwaffenstützpunkt der Schwedischen Armee liegt. 1991 schloss das Eisen- und Stahlwerk Kockums.

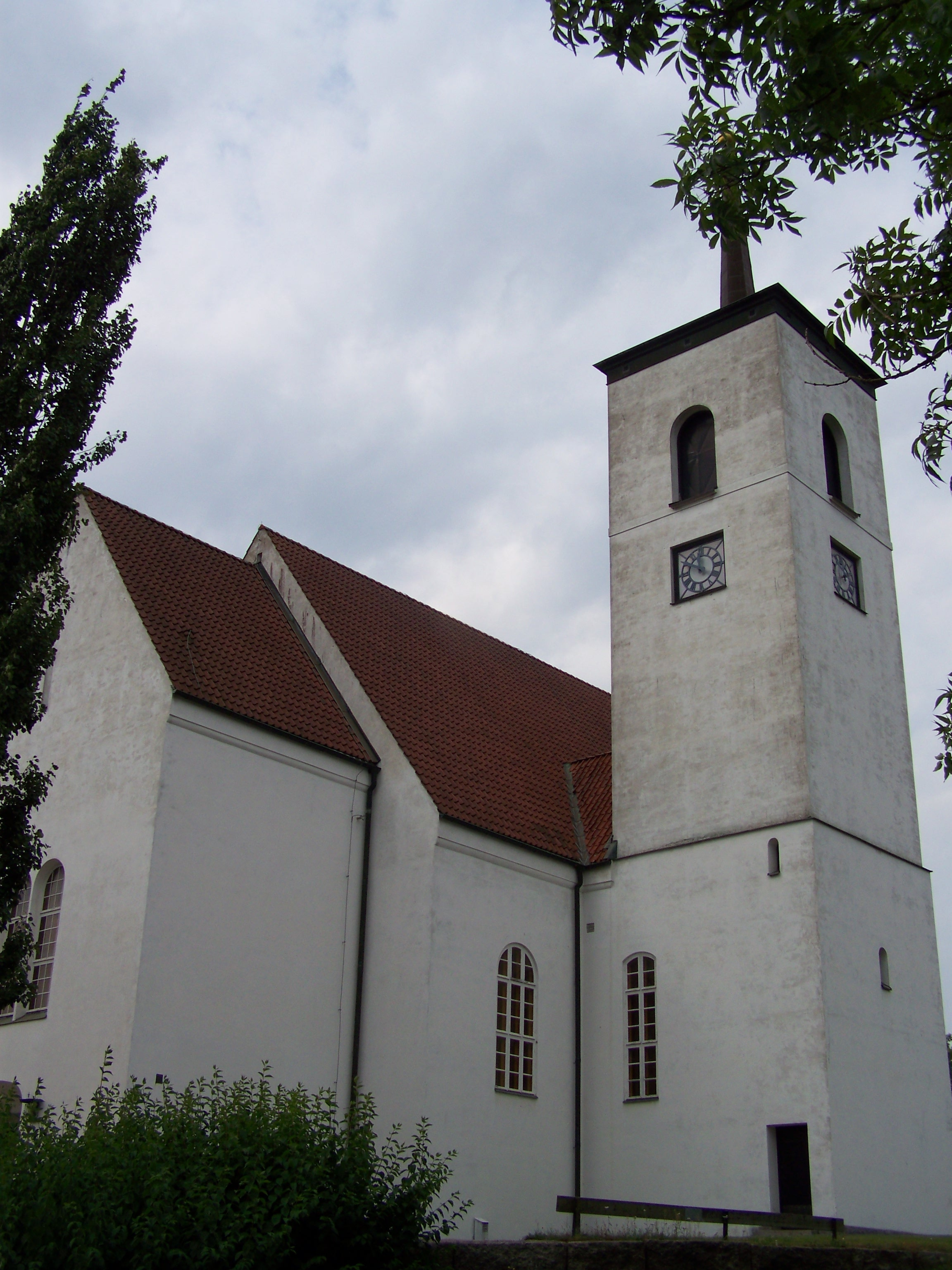
Kirche in Kallinge (2009)
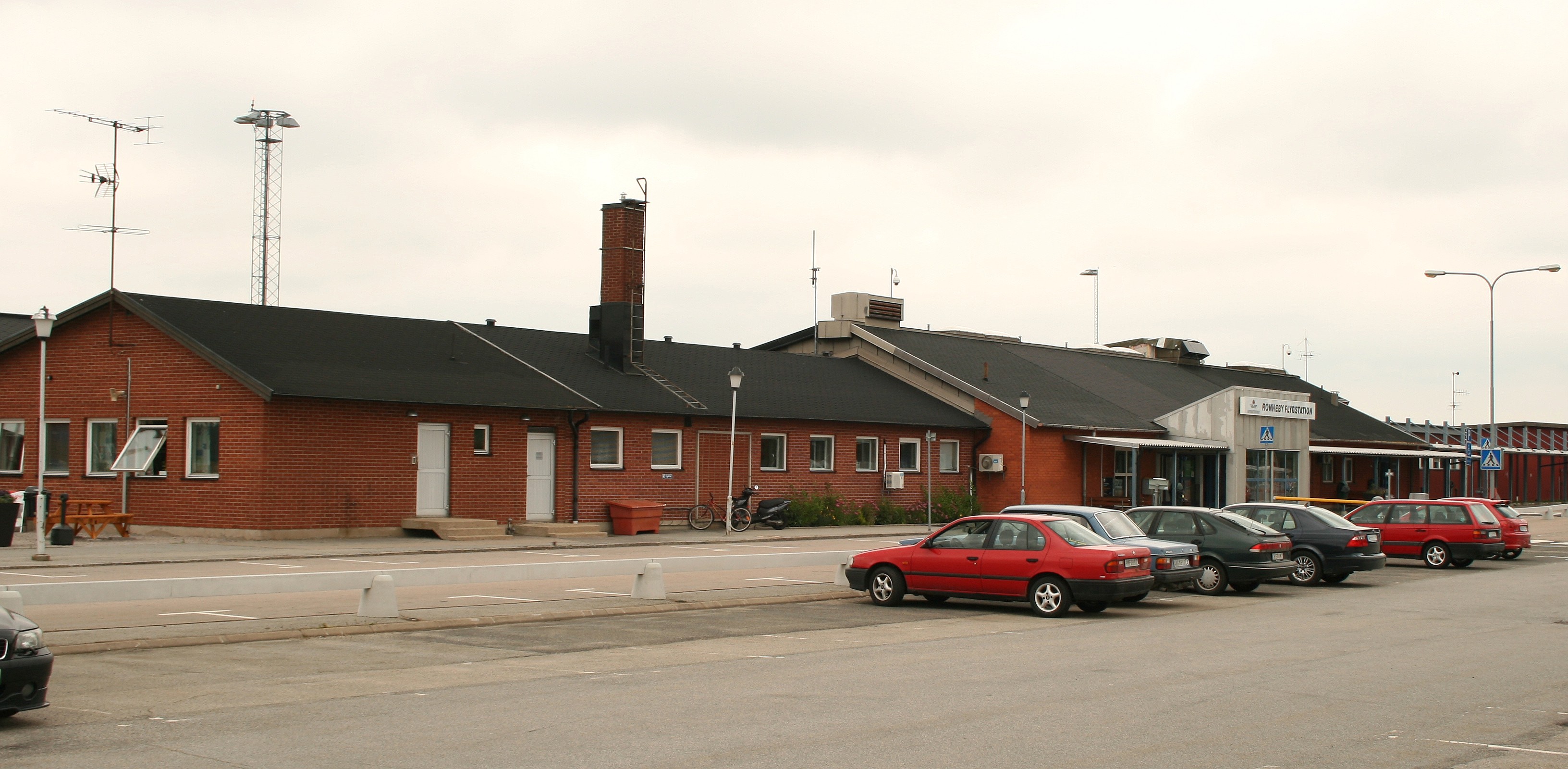
Flughafen Ronneby
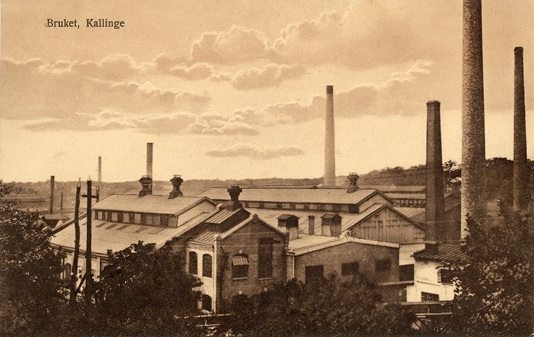
Kockums-Eisenwerk (um 1900)